# Régine
Régine (Anderlecht, 26 december 1929 – Parijs, 1 mei 2022), met haar echte naam Régina Zylberberg, ook bekend onder haar getrouwde naam Régine Choukroun, was een Franse zangeres, filmactrice en zakenvrouw.

## Levensloop
Nadat haar Joodse ouders acht jaar in Argentinië hadden gewoond, verhuisden ze naar België en in de Barastraat in Anderlecht werd Regina geboren. De vader was bakker, maar verspeelde in 1932 zijn bakkerij aan de pokertafel.
Hij vertrok naar Parijs, terwijl zijn echtgenote naar Zuid-Amerika terugkeerde. Régine en haar broer Maurice werden in opvangtehuizen geplaatst. Tijdens de Tweede Wereldoorlog werd ze opgevangen in Aix-en-Provence door een katholiek gezin, dat haar liet dopen.
Haar vader was eveneens naar die stad afgezakt en was er muzikant in het casino.
Ze ging vervolgens werken in een bejaardenhuis in Lyon en werd er verliefd op Claude, de zoon van de uitbaters. Tegen de tijd dat hij haar een huwelijksaanzoek wilde doen, werd hij door de Gestapo opgepakt en kwam om tijdens de deportatie.
Na de Bevrijding opende haar vader in Parijs het café La Lumière de Belleville en vroeg haar weldra om er zich mee bezig te houden. Ze kreeg er een passie voor de Amerikaanse muziek, meer bepaald de jazz en de bebop. In 1947 trouwde ze met de jonge handelaar Paul Rotcage, met wie ze een zoon kreeg, Lionel Rotcage (1948-2006).
Het caféleven bleef niet duren. In de jaren vijftig was Régine verkoopster in een boetiek in Juan-les-Pins. Daar leerde ze de nachtclubs kennen en het leven van de 'sterren' aan de Azuurkust. Het wakkerde bij haar een 'roeping' aan om animatrice in dancings te worden.
Ze keerde naar Parijs terug en werd barmeid in de nachtclub Whisky à Gogo, gelegen in de Rue de Beaujolais. In 1956 opende ze haar eigen nachtbar Chez Régine, in de Rue du Four. Ze kreeg er bekend volk over de vloer, die de reputatie van de kroeg vestigden, zoals Françoise Sagan, Georges Pompidou, Brigitte Bardot en Roedolf Noerejev.
Haar zaken namen uitbreiding en ze werd weldra de koningin van de Nacht genoemd, in een periode waarin ze wel een twintigtal discotheken animeerde, verspreid over de wereld.
Ze verliet weldra de Parijse Chez Régine, die, omgedoopt werd door de nieuwe uitbater, Gerald Nanty, tot 'Club 65'.
In 1961 opende ze op de Boulevard Montparnasse de New Jimmy's waar ze bij de nachtuilen de twist lanceerde. Hetzelfde jaar opende ze tijdens het Festival de Cannes het Chez Régine à Cannes, dat door de filmsterren bezocht werd. Ze bleef verder actief in talrijke clubs, gelegen in grootsteden: in New York (in het Delmonico Hotel), in Miami (in het Gran Bay Hotel), in Monte-Carlo, Rio de Janeiro, Caïro, Saint-Tropez, Deauville, Santiago, Kuala Lumpur, Istanboel, Marbella, Genève en Düsseldorf. Ze verkocht een lidkaart aan meer dan 20.000 leden, die overal de verschillende Régineclubs konden bezoeken.
In Parijs verwierf ze in 1988 de concessie over het Restaurant Ledoyen en in New York over het restaurant Le Rage op Park Avenue. Op basis van haar naambekendheid lanceerde ze kledingcollecties en ook parfums, met namen zoals Régine, Jimmy'z, Zoa.
Ze sponsorde ook cruises op de Queen Elizabeth 2.
In 1991 nam ze de directie op zich van het Cheval Blanc Régine's Hôtel in Nîmes en kreeg de steun van de burgemeester Jean Bousquet. Ze ging in de stad wonen met haar man Roger Choukroun en maakte van haar hotel een exclusieve plek waar ze leden van 'Tout-Paris' kon ontvangen. Het duurde echter niet lang en het te groots opgezette project kende een aanzienlijk faillissement.
In 1992 nam ze in Parijs de bekende club Le Palace over, maar ook dit duurde niet lang en ze verloor er zeer veel geld aan, terwijl haar villa in Saint-Tropez openbaar verkocht moest worden.
Vanaf 2004 ontdeed ze zich van haar clubs. Toen ze in juni 2009 een nieuw parfum lanceerde, genaamd Zoa Night Perfume, organiseerde ze de lancering in haar vroegere club van de Rue de Ponthieu, omringd door de vele beroemdheden die haar trouw waren gebleven.
Régine overleed op 92-jarige leeftijd.

## Zangeres
Naast haar andere activiteiten begon Régine aan een zangcarrière.
Ze had onmiddellijk succes met liederen die speciaal voor haar waren geschreven, zoals:
- Nounours door Charles Aznavour.
- Oublie-moi door Henri Salvador.
- Les p'tits papiers, Il s'appelle "Reviens", Pourquoi un pyjama ?, Les femmes, ça fait pédé, door Serge Gainsbourg.
- La Grande Zoa door Frédéric Botton.
- Gueule de nuit door Barbara.

Bekende hits waren Azzurro en Patchouli Chinchilla.
Nog andere auteurs en componisten schreven voor haar, onder wie Emil Stern, Eddy Marnay, Francis Lai, Jean Cau, Jean-Loup Dabadie, Michel Grisolia, Charles Level, Françoise Sagan, Serge Lama, Romano Musumarra, Françoise Dorin, Didier Barbelivien, Michel Leeb en Patrick Modiano.
In 1967 kreeg ze de Prix Pierre-Brive van de Académie Charles-Cros, hetzelfde jaar als Jacques Dutronc.
Ze trad overal ter wereld op in revues en uitvoeringen van haar liederenrepertoire. In Parijs trad ze op in de Olympia, de Folies Bergère en Bobino, in New York in Carnegie Hall. Ze bleef optreden en albums uitgeven tot in 2016.

## Filmactrice
Ze speelde in enkele films, zoals
- Le Couteau dans la plaie (Anatole Litvak, 1962)
- Mazel Tov (Claude Berri, 1968)
- Le Train  (Pierre Granier-Deferre, 1973)
- Robert et Robert (Claude Lelouch, 1978)
- Les Ripoux (Claude Zidi, 1984)
- Grosse fatigue (Michel Blanc, 1994)

## Andere activiteiten
In 1996 publiceerde ze memoires onder de titel Appelez-moi par mon prénom. Van dit boek werd een telefilm gemaakt. Er volgden nog memoires.
Ze stichtte de liefdadigheidsorganisatie SOS Drogue International in 1984 en hielp bij de financiering van SOS Soins international. In 2012 organiseerde ze in Parijs voor het goede doel een veiling van zaken die haar toebehoorden: juwelen, schoenen, handtassen, klederen en mantels, die 41.000 euro opbrachten.
In 1969 trouwde ze met Roger Choukroun. Françoise Sagan was haar getuige.

## Publicaties
- Appelez-moi par mon prénom, memoires, Parijs, Robert Laffont, 1985.
- La drogue - Parlons-en, Parijs, Michel Lafon, 1987.
- Mes P'tits Papiers , memoires, Parijs, Pauvert, 2002.
- Moi, mes histoires, memoires, Parijs, Éditions du Rocher, 2006.
- A toi, Lionel, mon fils, Parijs, Flammarion, 2010.

- Biblioteca Nacional de España: XX4611697
- Bibliothèque nationale de France: cb13898884t (data)
- Gemeinsame Normdatei: 118825755
- International Standard Name Identifier: 0000 0001 1691 2686
- Library of Congress Control Number: n88094744
- MusicBrainz: db0b35f6-a8ed-4a72-bee1-644833d05bd5
- Nationale Bibliotheek van Tsjechië: jo2015883997
- Nationale Bibliotheek van Israël: 987007267329505171
- Réseau des bibliothèques de Suisse occidentale: 02-A003775185
- Système universitaire de documentation: 077717848
- Virtual International Authority File: 98171713
- WorldCat: E39PBJcr7VwM3cwH6WtQdD6dwC